# مندورو الشرقية
مندورو الشرقية هي مقاطعة في الفلبين، تتبع ميماروبا، بلغ عدد سكانها 844٬059 نسمة، في 2015، عاصمتها كالابان، تبلغ مساحتها 4238,38 كيلومتر مربع، رمزها البريدي هو 5200–5214.

## الموقع
تشترك في الحدود مع:
- مندورو الغربية
- رومبلون.

## التقسيمات الإدارية
- كالابان
- Baco, Oriental Mindoro [الإنجليزية]‏
- Bansud [الإنجليزية]‏
- Bongabong [الإنجليزية]‏
- Bulalacao [الإنجليزية]‏
- Gloria, Oriental Mindoro [الإنجليزية]‏
- Mansalay [الإنجليزية]‏
- Naujan [الإنجليزية]‏
- Pinamalayan [الإنجليزية]‏
- Pola, Oriental Mindoro [الإنجليزية]‏
- Puerto Galera [الإنجليزية]‏
- Roxas, Oriental Mindoro [الإنجليزية]‏
- San Teodoro, Oriental Mindoro [الإنجليزية]‏
- Socorro, Oriental Mindoro [الإنجليزية]‏
- Victoria, Oriental Mindoro [الإنجليزية]‏.